# فرگوس مک‌فیل
فرگوس مک‌فیل (انگلیسی: Fergus McPhail) یک مجموعهٔ تلویزیونی استرالیایی است که در سال ۲۰۰۴ منتشر شد. از بازیگران سریال می‌توان به اندرو کلارک و کریس همسورث اشاره کرد.